# Dan Hill
Dan Hill (Toronto, 3 juni 1954) is een Canadese popzanger en songwriter. Hij had twee grote internationale hits met zijn nummers Sometimes When We Touch en Can't We Try, een duet met Vonda Shepard, evenals een aantal andere hitparades in Canada en de Verenigde Staten. Hij vestigde zich ook als een songwriter die hits produceerde voor artiesten als George Benson en Céline Dion.

## Carrière
Hill werd geboren in Toronto als zoon van sociaal wetenschapper en ambtenaar Daniel G. Hill en sociaal activiste Donna Mae Hill-Bender, 1928-2018) en is de oudere broer van de auteur Lawrence Hill en wijlen romanschrijver Karen Hill. Zijn muzikaal talent bleek al op jonge leeftijd en kort na zijn tiende levensjaar kreeg hij zijn eerste gitaar. Op de middelbare school zong en trad hij op bij concerten en koffiehuizen. Op een gegeven moment werkte Hill voor de provinciale overheid van Ontario om post te sorteren en voorraden te bezorgen, terwijl hij 's nachts optrad in de Riverboat. Voordat hij de middelbare school afrondde, nam hij een demoband op met de hulp van zijn jeugdvriend Matt McCauley, later een bekende componist en arrangeur. In 1972 tekende hij een contract met RCA Records, die het jaar daarop een single uitbracht maar weinig deed om zijn carrière vooruit te helpen.
Hij bleef opnemen met McCauley, slaagde erin het RCA-contract te verbreken en tekende bij het onafhankelijke Canadese GRT Records. In 1975 brachten ze zijn eerste Canadese hit You Make Me Want to Be uit, die werd gevolgd door zijn eerste album Dan Hill.
In 1977 nam Hill de ballad Sometimes When We Touch op, dat hij publiceerde op zijn album Longer Fuse en waarvan Rod Stewart, Barry White en Tina Turner coverversies publiceerden. Hij schreef ook de teksten en werd in de muziek bijgestaan door Barry Mann voor het album Longer Fuse uit hetzelfde jaar, dat ook werd uitgebracht als single. Het was zijn grootste hit, met een piek op nummer 3 in de Amerikaanse Billboard Hot 100 en nummer 1 in de Canadese RPM Singles-hitlijst en leidde tot Hills optredens in The Merv Griffin Show en The Mike Douglas Show. Tina Turner coverde het nummer in 1978 op haar album Rough.
Een andere hit van hem was It's a Long Road, die hij opnam voor de actiefilm First Blood uit 1982 met Sylvester Stallone, Richard Crenna en Brian Dennehy. Dit muzikale thema werd in de laatste film in de reeks Rambo; Last Blood, in de slotscène nog eens opgehaald. In 1985 was hij een van de vele Canadese artiesten die op de benefietsingle Tears Are Not Enough van Northern Lights verscheen. Hoewel hij veel hits had in zijn geboorteland Canada, deden andere singles het niet zo goed in de Verenigde Staten, waar hij eind 1978 na Let the Song Last Forever bijna een decennium doorging zonder een van de hitlijsten van Billboard te kraken.
In 1987 keerde Hill terug naar de Billboard Hot 100 met de Top 40-hit Can't We Try, een duet met de toen nog onbekende Vonda Shepard (haar achternaam was verkeerd gespeld als 'Sheppard' bij het label). Het piekte op nummer 6 in de Hot 100. Hij had ook een bijna Top 40-hit met Never Thought (That I Could Love). Beide platen bereikten nummer 2 in de Adult Contemporary-hitlijst en vormden het toneel voor Hill om nog drie top 10-hits te hebben in de Adult Contemporary-hitlijst tot en met I Fall All Over Again uit 1991, hoewel hij de Hot 100 niet opnieuw haalde na Never Thought.
In 1996 ontving Hill een Grammy Award voor zijn rol als co-producent van het album Falling Into You van Céline Dion. In 2021 zou hij worden opgenomen in de Canadian Songwriters Hall of Fame.
Als een van de Canadese zangers en songwriters, zoals Bruce Cockburn en Murray McLauchlan, die in de jaren 70 uit de koffiehuizen en andere kleine zalen voortkwamen, behoort Hill tot de generatie die een prominente plaats in de Canadese populaire cultuur heeft verworven. Naast zijn Grammy voor zijn werk aan Falling into You van Céline Dion, ontving hij vijf Juno Awards en andere prestigieuze onderscheidingen. Een roadtrip naar een Hill-concert was het onderwerp van de Canadese komediefilm South of Wawa uit 1994. Hoewel hij de laatste decennia minder vaak optrad, toerde hij in 2007 met het CBC-radioprogramma The Vinyl Cafe.
Hill was een levenslange vriend van schrijver Paul Quarrington en de twee traden ook af en toe samen op als een folkmuziekduo, aangekondigd als Quarrington/Hill. De laatste samenwerking van het paar, een lied over de dood genaamd Are You Ready, werd voltooid slechts tien dagen voor de dood van Quarrington in het begin van 2010, die zou worden opgenomen in de televisiedocumentaire Paul Quarrington: Life in Music.
De Canadian Songwriters Hall of Fame (CSHF) kondigde op 10 februari 2021 de introductie van Dan Hill aan.

## Privéleven
Dan Hill is gescheiden van Beverly Chapin en heeft een nieuwe partner. Hij heeft één zoon, David, met zijn ex-vrouw. Sommige bronnen hebben ten onrechte verklaard dat hij getrouwd was met de Amerikaanse countryzangeres Faith Hill wiens achternaam afkomstig is van haar eerste huwelijk met de niet-verwante platenbaas Daniel Hill uit Nashville.
In het begin van 2009 publiceerde Hill I Am My Father's Son: A Memoir of Love and Forgiveness (ISBN 978-1-55468-190-7), die zijn jeugd en zijn relatie met zijn prominente vader vertelt. Net als zijn vader werd bij Hill de diagnose diabetes gesteld. Hill hoorde van een arts voor een concert dat hij de diagnose prostaatkanker had.
Hill schreef een artikel in de editie van Maclean van 14 februari 2008 met de titel Every Parent's Nightmare over de terreur die hij ervoer van vrienden die zijn zoon mee naar huis nam. Op 14 maart 2008 zond The National van CBC Television een diepgaand interview uit met Hill over de betrokkenheid van zijn zoon bij bendes in Toronto.
Hill is lid van de Canadese liefdadigheidsinstelling Artists Against Racism.

## Onderscheidingen en nominaties
- 1978: Nominatie bij de Grammy Awards voor Sometimes When We Touch
- 1978: Winnaar van de Juno Award als «Male Vocalist of the Year»
- 1996: Onderscheiding bij de Grammy Awards als producent voor Céline Dions single Falling into You

## Discografie

### Albums
- 1975: Dan Hill
- 1976: Hold On
- 1977: Longer Fuse
- 1978: Frozen in the Night
- 1980: If Dreams Had Wings
- 1981: Partial Surrender
- 1983: Love in the Shadows
- 1987: Dan Hill
- 1989: Real Love (Cassette)
- 1991: Dance of Love
- 1993: Let Me Show You (Greatest Hits and More)
- 1996: I’m Doing Fine
- 1999: Love of My Life (The Best of Dan Hill)
- 2002: The Music of R. Kelly (uitgevoerd door Daniel Hill & Friends)

- Gemeinsame Normdatei: 134406079
- International Standard Name Identifier: 0000 0001 1000 7423
- Library of Congress Control Number: n92074464
- Nationale Bibliotheek van Letland: 000114180
- MusicBrainz: 4ae674ef-2f80-4fbc-8d10-1cc50cbae7de
- Nationale Bibliotheek van Tsjechië: ola2010609083
- Nederlandse Thesaurus van Auteursnamen: 070407053
- Virtual International Authority File: 19145971358132331492
- WorldCat: E39PBJfmmTRCtdFCmW6fBVYVmd